# Esfezar
Esfezar, Esfazar ou Assafezar (em persa: اسفزار‎‎; romaniz.: Esfezār), também conhecida como Asfarar, Asferar, Esferar e Isfizar, é uma vila do distrito rural de Mude, no distrito de Mude, no condado de Sarbixá, na província de Coração do Sul, no Irã. Segundo o censo de 2006, sua população era de 460 pessoas, em 131 famílias.

## História
Em 867, o emir safárida Iacube ibne Alaite Alçafar (r. 861–879) nomeou o rebelde carijita derrotado Abderramão como governador de Esfezar. Em 1383, Tamerlão (r. 1370–1405) capturou Esfezar após ela revoltar-se. Segundo a tradição, ordenou que todos os sobreviventes do cerco (ca. 2 000) fossem cimentados nas torres da cidade.